# Vliegbasis Jehonville
Vliegbasis Jehonville (ICAO: EBBX) is een militair NAVO reservevliegveld gelegen in Jehonville in de gemeente Bertrix in de Belgische provincie Luxemburg. De Luchtcomponent van de Belgische Strijdkrachten is de eigenaar van deze basis.

## Ontstaan
De vliegbasis van Jehonville werd samen met de vliegvelden van Malle-Zoersel, Saint-Hubert, Ursel, Weelde en Zutendaal vanaf 1952 in België aangelegd op verzoek van SHAPE (Supreme Headquarters Allied Powers Europe), het centrale commandocentrum van de NAVO. Deze instantie bepaalde ook de criteria waaraan deze vliegvelden bij voorkeur dienden te voldoen.

## Infrastructuur

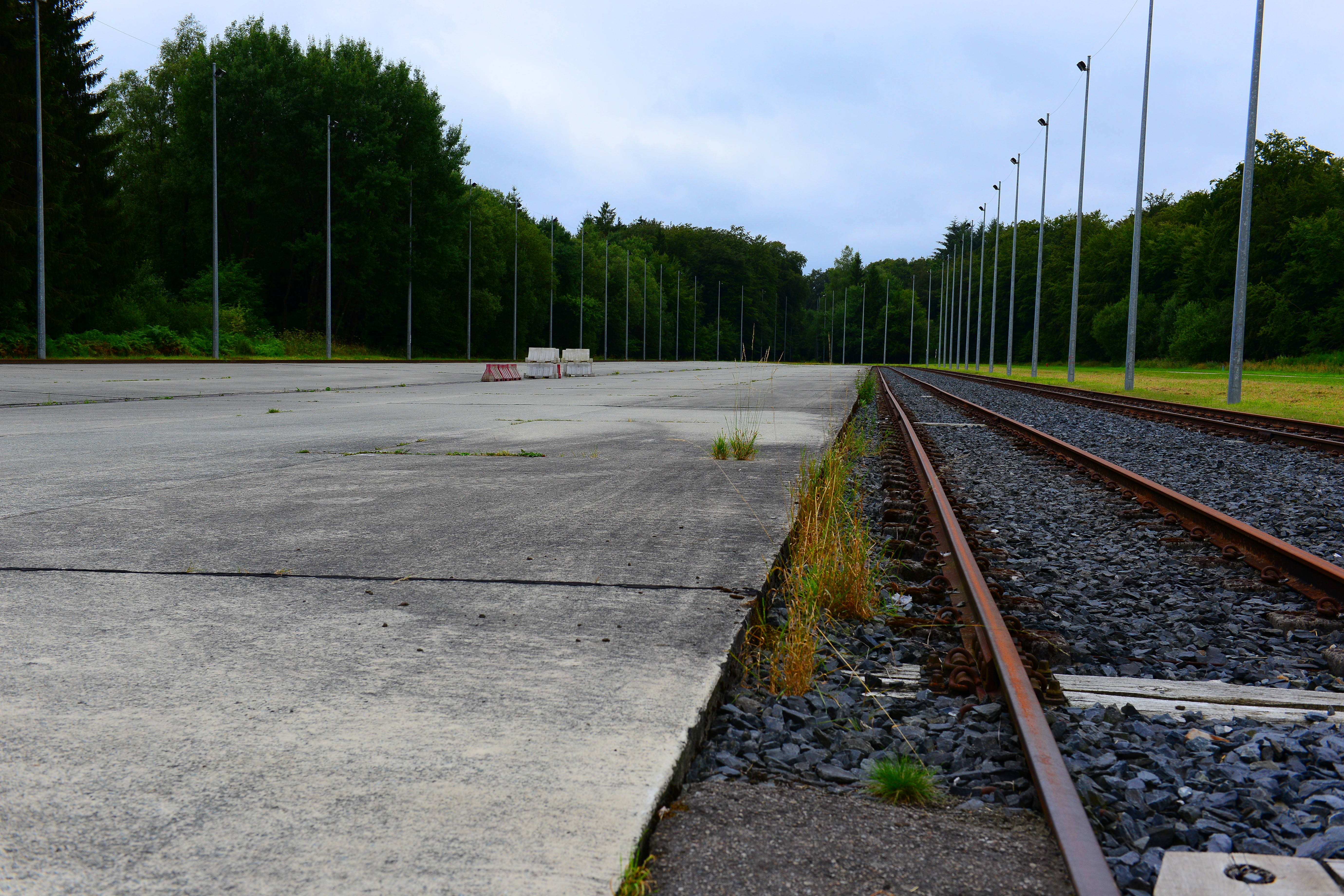
Station met los- en laadplatform.

Het vliegveld werd aangelegd op een hoogte van 461 meter (1514 feet). Het bezit een 45 meter brede start- en landingsbaan die werd georiënteerd in de 06/24 richting. Deze baan had oorspronkelijk een lengte van 2200 meter, maar werd tussen 1958 en 1961 verlengd tot 2400 meter. De evenwijdig aangelegde taxiweg is 23 meter breed en was bedoeld om in noodgevallen als extra landingsbaan te fungeren.
Aan de westzijde van het vliegveld werden twee hangars opgericht. Verder beschikt het vliegveld nog over enkele parkeerplaatsen maar echte dispersals (uit elkaar gelegen plaatsen om vliegtuigen verspreid te stationeren zodat ze bij een bombardement minder snel worden uitgeschakeld) zijn niet aanwezig. Aan de oostzijde van de baan, in de 24-richting en onder de aanvliegroute, werd een munitiedepot opgetrokken.
Aan de zuidzijde van het vliegveld, op ongeveer 1 km van de landingsbaan, bevindt zich een spoorwegstation met een los- en laadplatform. De sporen die dit platform bedienen zijn verbonden met het Belgische spoorwegnet.

## Gebruik

### Canadezen
Op 29 augustus 1958 gaf België aan Canada de toelating om de basissen van Jehonville en Saint-Hubert te gebruiken in het kader van een NAVO-oefening. Het was de bedoeling van deze oefening om het vliegend materieel zo veel mogelijk te verspreiden zodat bij een massale vijandelijke aanval toch nog de mogelijkheid bleef om een vergeldingsactie uit te voeren. Omdat bepaalde voorzieningen zoals communicatiemiddelen en de opslag van brandstof en munitie in Jehonville nog niet volledig afgewerkt waren, kon het vliegveld maar pas vanaf 31 december 1958 in gebruik genomen worden. De piloten van het 422ste Squadron van de Canadese 1 Air Division namen er hun intrek. Zij vlogen met vliegtuigen van het type Sabre. Deze toestellen werden later vervangen door de Lockheed F-104 Starfighter. Er werden vanaf dit vliegveld nog tot 1963 ontplooiingsoefeningen uitgevoerd.
In 1966 verlieten de Canadezen het domein en werd het beheer ervan overgedragen aan de Belgisch militaire overheid.

### Luchtcadetten van België
Sinds juni 2007 wordt de basis gebruikt door de Luchtcadetten van België, een niet-militaire organisatie, gesteund door de Belgische Luchtcomponent, die aan jongeren onder meer een opleiding met zweefvliegtuigen aanbiedt als voorbereiding op een eventuele militaire loopbaan als piloot.

### Munitiedepot
Het munitiedepot werd door het Amerikaans leger gebouwd tussen 1991 en 1992. De 260ste Compagnie Munitie beheert het sinds 1 juni 1994. Het bevat 270 munitiebewaarplaatsen. Deze zogenaamde iglo's werden opgetrokken uit muren van 30 cm gewapend beton en vervolgens overdekt met een laag aarde van een meter dikte. Volgens Defensie beantwoorden ze aan de strengste NAVO-normen voor de opslag van explosieven. 40 iglo's worden gebruikt voor het bewaren van munitie van de Luchtcomponent.
Op vrijdagmorgen 1 juli 2011 deed zich een ongeval voor in een iglo toen een kist met mortierontstekers viel en een explosie veroorzaakte. Door dit voorval raakten twee personen lichtgewond. Ze werden afgevoerd naar het ziekenhuis in Libramont.